# Hans Pedersøn
Hans Pedersøn född 1612 och död 1675. Präst i Stenstrup på Fyn. Psalmförfattare representerad i bland annat i danska Psalmebog for Kirke og Hjem med den 1663 till danska översatta psalmen Nu velan, vær frisk til mode, från en av Johann Rists tyska psalmtexter.